# Канеяма (Фукусіма)

37°27′14″ пн. ш. 139°31′29″ сх. д. / 37.45389° пн. ш. 139.52472° сх. д.
Канея́ма (яп. 金山町, かねやままち, МФА: [kanejama mat͡ɕi̥]) — містечко в Японії, в повіті Онума префектури Фукусіма. Станом на 1 жовтня 2008 площа містечка становила 293,97 км². Станом на 1 січня 2009 населення містечка становило 2539 осіб.